# Auguste Jean Baptiste Lechesne
Auguste Jean-Baptiste Lechesne, né le 14 septembre 1815 à Caen et mort à Allemagne (aujourd'hui dénommée Fleury-sur-Orne) le 1er novembre 1888, est un sculpteur français.
Lauréat du second prix de Rome de sculpture en 1856, il est le père du sculpteur Henri Lechesne.

## Biographie
« C'est en soufflant dans la forge de ses frères ainés qui dirigeaient à Caen, rue de la Comédie, un atelier de carrosserie que le jeune Auguste sentit s'éveiller en lui le désir de créer et de produire, qui est devenu le plus impérieux de ses besoins ».
Entré à l'École nationale supérieure des beaux-arts de Paris, Auguste Jean-Baptiste  Lechesne est l'élève de Pierre-Charles Simart et de Jean-Baptiste Joseph Debay.
Il accède à la notoriété en 1840 avec une frise sur la façade de la Maison dorée à Paris, où l'on remarque un mélange de branchages et d'animaux. La reconnaissance de son talent lui vaut de nombreuses commandes pour la décoration d'hôtels particuliers parisiens.
Après avoir obtenu une médaille au Salon de 1848, il se voit récompensé par deux médailles de première classe à l'Exposition universelle de 1851, puis la croix d'honneur à l'Exposition universelle de 1855.
En 1856, il participe au concours du prix de Rome sur le thème de Romulus, vainqueur d'Acron, porte les premières dépouilles opimes au temple de Jupiter. Il est classé deuxième ex æquo avec Ernest-Eugène Hiolle, alors que le premier prix revient à Henri-Charles Maniglier.
Au Salon de 1858, son groupe L'Amour domptant les bêtes féroces, exécuté en ciment de Dreux, est particulièrement remarqué. La Ville de Paris a pour projet d'installer cette œuvre au bois de Boulogne, mais aucune suite n'est donnée à cette initiative. L'artiste en fait finalement don à la Ville de Caen qui l'installe au jardin des plantes. L'œuvre est progressivement endommagée par les intempéries et finalement détruite en 1895.
En 1859, l'administration municipale de Caen lui confie la direction d'une école de sculpture au sein de l'école des beaux-arts.
Il est membre de la société des beaux-arts de Caen.
Il est nommé chevalier de la Légion d'honneur le 14 novembre 1855.
Lechesne meurt à Allemagne (actuelle commune de Fleury-sur-Orne) le 1er novembre 1888.

## Distinctions
- Chevalier de la Légion d'honneur (1855)

## Œuvres dans les collections publiques
- Caen
  - square de la place de la République : Les dénicheurs, 1855-1857, groupe de deux statues (Enfants dénicheurs et Enfants dénicheurs mordus par des serpents) en bronze. Les modèles en plâtre furent présentés au Salon de 1855. D'abord érigés dans la cour du musée des Beaux-Arts de Caen, puis dans le coin est du square de la place de la République. Les deux statues sont très endommagées en 1944 par le bombardement de Caen. Les restes sont conservés dans les réserves du musée de Normandie.
  - Place Gambetta : sculpture du portail de l'hôtel de préfecture du Calvados, sur les plans de Léon Marcotte en 1858-1860[9]
- Compiègne, château de Compiègne : Sanglier assailli par une meute, 1853, bronze. Le plâtre, non localisé, fut exposé au Salon de 1853[10],[11].
- Paris, palais du Louvre :
  - La Pêche, décor de la rotonde de Beauvais ;
  - La Chasse : décor de l'aile en retour Turgot ;
  - La Marine : sculpture destinée au décor d'un fronton de la cour Visconti[12].
- Versailles, château de Versailles : Dragons domptés par des enfants, groupes en pierre surmontant les piliers du parc du château face au bassin de Neptune[13].
- Saint-Just-en-Chevalet, place de la mairie : Sanglier assailli par une meute, 1853, bronze.
- Localisation inconnue :
  - La Pêche, entre 1855 et 1857, modèle en plâtre pour la sculpture destinée au décor de la rotonde de Beauvais du palais du Louvre à Paris[14] ;
  - La Chasse, modèle en plâtre pour la sculpture destinée au décor de l'aile en retour Turgot du palais du Louvre[15].

Œuvres de Jean Baptiste Lechesne
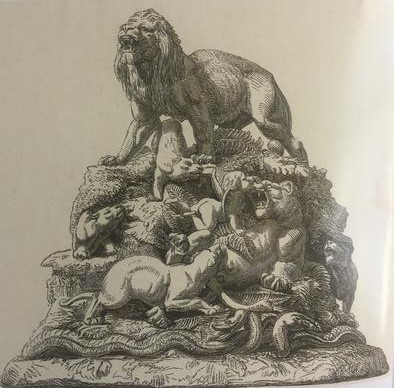
Anonyme, L'Amour domptant les bêtes féroces, dessin d'après l'œuvre disparue de Lechesne au jardin des plantes de Caen.
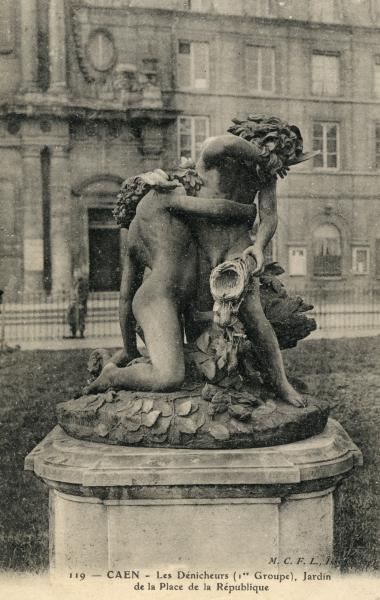
Enfants dénicheurs, Caen, square de la place de la République.
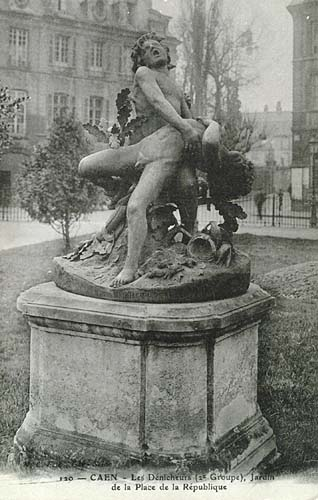
Enfants dénicheurs mordus par des serpents, Caen, square de la place de la République.
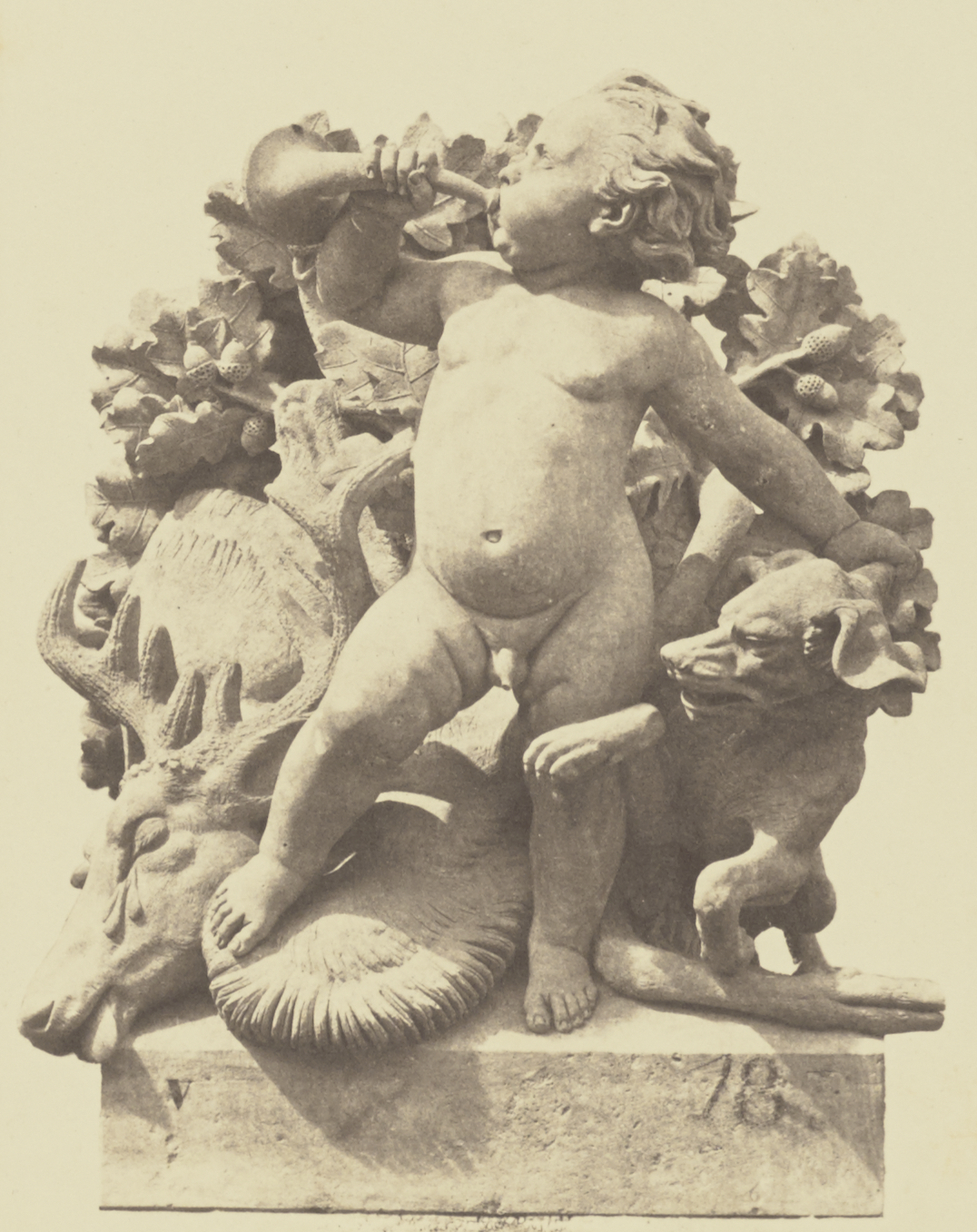
La Chasse, Paris, palais du Louvre, aile en retour Turgot. Photographie d'Édouard Baldus.

## Hommages
Une rue de Caen, à Vaucelles, porte son nom.